# Luis Irizar
Luis Irizar Zamora (La Habana, 30 de mayo de 1930 - San Sebastián, 9 de diciembre de 2021) fue un cocinero español, así como maestro de afamados cocineros, entre los que destaca Karlos Arguiñano, y uno de los iniciadores de la Nueva Cocina Vasca.

## Biografía
Nació en La Habana porque su padre, tras una noche de juerga en San Sebastián, tiró al mar al alguacil que le recriminaba su estado de ebriedad. Temiendo las consecuencias que esto le traería, al día siguiente subió a un barco que salía para América. Allí trabajó de albañil en el Canal de Panamá y después como responsable en una plantación de tabaco en Cuba. Allí se casaría con una donostiarra y de esa unión nacería Luis Irizar. Debido a la inestabilidad creada por la Revuelta de los sargentos dirigida por Fulgencio Batista, su familia huyó de aquel clima inestable, decidiendo volver a casa, a San Sebastián.

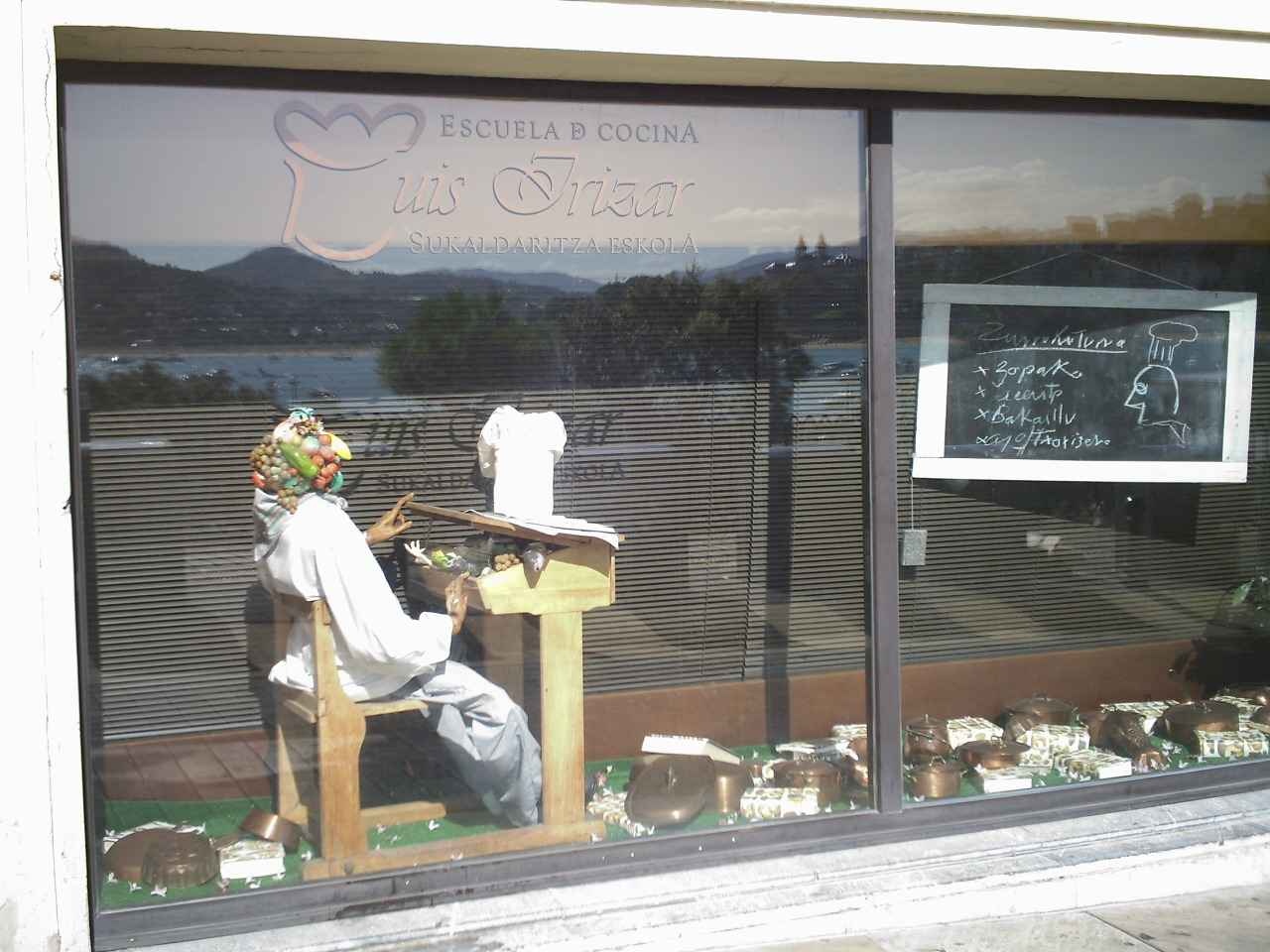
Escuela de Cocina de Luis Irizar en el puerto de San Sebastián.

## Formación
Estuvo interno con los frailes en Aránzaru. Aunque los estudios se le daban bien, dejó la vocación religiosa. Como le apasionaba el arte, quería hacer algo que tuviera que ver con el arte, aunque fuera en repostería. Se inició en la cocina en un restaurante, propiedad de su familia, en San Sebastián, en Igueldo, Buenavista. A los diecisiete años, empezó a trabajar en la cocina del Hotel María Cristina de San Sebastián.
Antes de alcanzar reconocimiento, trabajó como cocinero en Francia, Inglaterra y Suiza. Irizar trabajó diez años en grandes hoteles de Londres, entre ellos el London Hilton, y también otros tres años en París.

## Pionero en la Guía Michelín
Fue protagonista de otro hito cuando abrió en Oyarzun, el restaurante Gurutze Berri, que fue, junto a Casa Nicolasa, el primer vasco en recibir una estrella Michelín.
Los expertos consideran a Luis Irizar como el patriarca de la cocina vasca. Es, en gran medida, responsable del gran avance que dio la cocina vasca en los últimos años y de que sea conocida en todo el mundo. Tras conocer las distintas cocinas internacionales, hace cuarenta años, pensó en aprovechar sus conocimientos para dar un sello de calidad a la gastronomía vasca, creando una escuela para ello.

## La pedagogía de Irizar

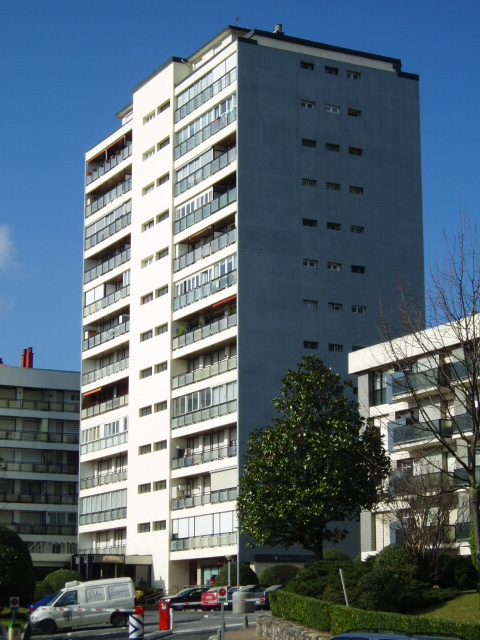
Aspecto actual del antiguo hotel Euromar de Zarauz.

Sus primeras clases las dio en el hotel London Hilton de Londres.
Irizar es considerado como un maestro de maestros en el ámbito de la gastronomía.
- El Hotel Euromar. En 1967 funda una escuela de hostelería en Zarauz,[5] la primera escuela de hostelería del País Vasco, en los fogones del Hotel Euromar de Zarauz. Escuela que sería pionera y matriz de la revolución culinaria del País Vasco. Por esta escuela pasaron, entre otros, Pedro Subijana. que la dirigiría posteriormente, Karlos Arguiñano, Ramón Roteta, José Ramón Elizondo, Enrique San Sebastián, Enrique San José, etcétera.
- Escuela de Cocina Luis Irizar. En 1992, y después de haber trabajado en muchos y prestigiosos restaurantes, Irizar abrió en el puerto donostiarra la escuela que lleva su nombre, por donde han pasado y siguen pasando promesas de la cocina mundial.

## Premios y reconocimientos
Entre otros:
- 1992 Tambor de Oro de San Sebastián.
- 2006 Premio D'elikatuz Bizi. Lo concede el Centro de la Alimentación y la Gastronomía de Ordizia.[8]
- 2006 Premio de la Fundación Dionisio Duque.[9]
- 2007 Homenaje a Luis Irizar. El homenaje en el hotel de Londres reunió a los grandes cocineros guipuzcoanos, alumnos y cofradías gastronómicas.[10]
- 2011 Impartió la lección magistral en la Clausura del curso académico 2010/2011 del Colegio Mayor Ayete.[11]
- 2012 Consejero de Honor de la Escuela Internacional de Cocina "Fernando Pérez" de Valladolid.

## Obra

### Libros
Entre otros:
- Recetas sabrosas para diabéticos. Ed. Ttartalo, 2005.[12]
- Técnica y gestión de un oficio: cocinero / Luis Irizar. Ed. Urumea, 1998
- Erabateko sukaldea edo Sukalde kontutan sekula ez galtzeko jakin behar diren gauzak eta erak zerrendan idatziak / Hasier Etxeberria, Julian Bereciartua, Luis Irizar. Ttartalo, 1998
- La cocina de las aves de caza, Alianza Editorial, 1996.
- Maestro de maestros , editorial abalon 2021